# Celúrids
Els celúrids (Coeluridae) constitueixen una família parafilètica de dinosaures carnívors generalment petits del Juràssic. Durant molts anys aquest grup era un calaix de sastre per als teràpods cretacis que no s'havien pogut ubicar en cap altre grup. Entre els que havien estat inclosos dins Coeluridae i ja no ho són, figuren: Stenonychosaurus i Microvenator Tampoc hi ha evidència que els coelosaures primitius com Ornitholestes, Proceratosaurus i Scipionyx formin un clade amb Coelurus. A més el gènere Coelurus no està completament investigat ni conegut.
El 2003, O.W.M. Rauhut, fent servir l'anàlisi cladística inclogué dins Coeluridae a Coelurus (Amèrica del Nord), Compsognathus (Europa), Sinosauropteryx (Àsia) i un gènere similar a Compsognathus anomenat Mirischia (Amèrica del Sud). Rauhut considera que els Coeluridae són un grup monofilètic de coelurosauria basals. Tanmateix altres autors no arriben al mateix resultat. Phil Senter va proposar el 2007 que Coelurus i Tanycolagreus eren els únics membres dels celúrids i que eren de fet tiranosauroïdeus.